# Lutte ouvrière (Belgique)
Pour les articles homonymes, voir LO.
Ne doit pas être confondu avec Lutte ouvrière.
 (avril 2023).
Si vous disposez d'ouvrages ou d'articles de référence ou si vous connaissez des sites web de qualité traitant du thème abordé ici, merci de compléter l'article en donnant les références utiles à sa vérifiabilité et en les liant à la section « Notes et références ».
Lutte ouvrière/Arbeidersstrijd est une organisation communiste révolutionnaire d'inspiration trotskiste, présente en Belgique. Elle est membre de l'Union communiste internationaliste.

## Presse
L'organisation publie un bimensuel dans les deux principales langues de Belgique : Lutte ouvrière (Belgique) (édition francophone) et Arbeidersstrijd (édition néerlandophone).

## Élections fédérales 2024
Lutte ouvrière/Arbeidersstrijd présentera deux listes sous le sigle Lutte ouvrière lors des élections fédérales de juin 2024: une dans le Hainaut (comme en 2014 et en 2019) et une à Bruxelles pour la première fois.